# Arsen Khasanov
Arsen Maulitovich Khasanov (tiếng Nga: Арсен Маулитович Хасанов; sinh ngày 3 tháng 4 năm 1996) là một cầu thủ bóng đá người Nga thi đấu cho FC Znamya Truda Orekhovo-Zuyevo.

## Sự nghiệp câu lạc bộ
Anh có màn ra mắt tại Giải bóng đá chuyên nghiệp quốc gia Nga cho FC Znamya Truda Orekhovo-Zuyevo vào ngày 28 tháng 10 năm 2017 trong trận đấu với F.K. Spartak Kostroma.